# Gimona
El Gimona és un riu occità de 136 km, afluent esquerre de la Garona. La seva font és als peus dels Pirineus, prop de Lanamesa. Flueix cap al nord travessant els següent departaments i ciutats:
- Alts-Pirineus
- Gers: Saramon, Gimont
- Tarn i Garona: Bèumont de Lomanha

El punt d'aiguabarreig del Gimona amb la Garona es troba prop de Los Sarrasins.